# ロドリゴ・テージョ
ロドリゴ・テージョ（Rodrigo Álvaro Tello Valenzuela、1979年10月14日 - ）は、チリ・サンティアゴ出身の元サッカー選手。元チリ代表。ポジションはMF（左サイドハーフ）。
本来のポジションは左サイドハーフであるが、左サイドならウイングでもサイドバックでもプレー可能である。ミドルシュートが得意である。

## 経歴
1999年にウニベルシダ・デ・チレからデビューすると、2000年には母国の最優秀ミッドフィールダーに選ばれた。2001年1月、同郷のマリオ・カセレスと一緒にポルトガルのスポルティングCPに移籍金700万ユーロで移籍した。この移籍金はスポルティングのクラブレコードとなった。クラブの重要な選手の一人となったが、途中出場がメインであり、本職の左サイドハーフではなく左サイドバックとして起用されることもあった。2007年5月、トルコのベシクタシュJKに移籍した。2008-09シーズンはリーグとカップの2冠に輝き、自身はリーグベストイレブンに選ばれた。
20代前半からチリ代表に選出された。2000年に出場したシドニーオリンピックでは銅メダルに輝いた。
トルコを渡り歩いた後は母国のアウダックス・イタリアーノでプレーし、2016年4月28日に現役引退を表明した。

## 代表歴

### 出場大会
- チリ代表
  - 2010 FIFAワールドカップ

### 試合数
- 国際Aマッチ 36試合 3得点（2000年-2010年）[1]

| チリ代表 | 国際Aマッチ | 国際Aマッチ |
| 年       | 出場        | 得点        |
| -------- | ----------- | ----------- |
| 2000     | 12          | 2           |
| 2001     | 5           | 0           |
| 2002     | 1           | 0           |
| 2003     | 3           | 0           |
| 2004     | 1           | 0           |
| 2005     | 2           | 0           |
| 2006     | 0           | 0           |
| 2007     | 3           | 0           |
| 2008     | 1           | 0           |
| 2009     | 4           | 0           |
| 2010     | 4           | 1           |
| 通算     | 36          | 3           |

## タイトル
ウニベルシダ・デ・チレ
- プリメーラ・ディビシオン 1999, 2000
- チリカップ 2000

スポルティングCP
- スーペル・リーガ 2001-02
- タッサ・デ・ポルトガル 2001-2002
- スーペルタッサ・カンディド・デ・オリベイラ 2001-02
- UEFAカップ準優勝 2004-05

ベシクタシュJK
- トルコカップ 2008-09
- トルコ・シュペルリガ 2008-09